# Anovulação
Anovulação ou Ciclo anovulatório é quando os ovários não liberam um óvulo durante um ciclo menstrual (28 dias). Sem ovulação não ocorre a menstruação. Esse termo não se refere a mulheres que não ovulam porque ainda não tiveram a menarca (primeira menstruação) ou já estão na menopausa (fim da vida reprodutiva feminina). A anovulação crônica é uma causa comum de infertilidade e pode ter muitas possíveis causas, sendo 70% causados por um problema hormonal (transtorno endócrino).
Além de infertilidade, a anovulação crônica pode causar ou agravar outros problemas de longo prazo, como hiperandrogenismo (masculinização), aumento de peso ou osteopenia (ossos frágeis) pela baixa quantidade de estrógenos. Desempenha um papel central nos múltiplos desequilíbrios e disfunções da síndrome dos ovários policísticos.

## Causas
Durante os primeiros dois anos após a menarca, 50% dos ciclos menstruais poderiam ser anovulatórios. Também pode ser intencionalmente causado por anticonceptivos orais, adesivos ou injetáveis.
Transtornos hormonais são a causa mais comum de anovulação e estima-se que é responsável por cerca de 70% de todos os casos. Cerca de metade das mulheres com produção insuficiente de estrógenos, LH ou FSH não produzem folículos suficientes para garantir o desenvolvimento de um óvulo, possivelmente devido às problemas na liberação ou produção dos hormônios da hipófise, ovários, tireoide ou hipotálamo. Alguns exemplos de doenças que causam anovulação incluem: Síndrome do Ovário Policístico (SOP), hipotiroidismo ou hipertiroidismo e alguns adenomas.
Transtornos hormonais podem ser causado por:
- Peso muito baixo ou muito elevado;
- Exercícios físicos extremos;
- Desnutrição;
- Períodos muito estressantes;

Pode ser secundário a um transtorno alimentar, transtorno de ansiedade ou outra causa psicológica. 

## Tratamento
Quando o problema é hormonal, o tratamento pode ser voltado para corrigir a causa do desequilíbrio. Longos tratamentos hormonais podem ser necessários. Quando o problema é uma síndrome dos ovários policísticos, exercícios e dieta para perder peso e medidas para reduzir o estresse e melhorar a assertividade podem regularizar o ciclo menstrual.